# Campionato europeo maschile di pallavolo 2009
Il XXVI campionato europeo maschile di pallavolo si svolse a Istanbul e Smirne in Turchia dal 3 al 13 settembre 2009. Alla competizione parteciparono 16 squadre nazionali europee e la vittoria finale andò per la prima volta alla Polonia.

## Qualificazioni
Al campionato europeo partecipano la nazionale del paese ospitante, le prime 6 squadre classificate nel campionato del 2007 e 9 squadre provenienti dai gironi di qualificazione.

### Squadre già qualificate
- Turchia (Paese ospitante)
- Spagna (1º posto nel campionato europeo 2007)
- Russia (2º posto nel campionato europeo 2007)
- Serbia (3º posto nel campionato europeo 2007)
- Finlandia (4º posto nel campionato europeo 2007)
- Germania (5º posto nel campionato europeo 2007)
- Italia (6º posto nel campionato europeo 2007)

### Gironi di qualificazione
| Girone A        | Girone B             | Girone C                         | Girone D           | Girone E        | Girone F            |
| --------------- | -------------------- | -------------------------------- | ------------------ | --------------- | ------------------- |
| Slovacchia      | Paesi Bassi          | Francia                          | Grecia             | Bulgaria        | Estonia             |
| Rep. Ceca       | Slovenia             | Macedonia                        | Belgio             | Portogallo      | Polonia             |
| Ucraina Romania | Lettonia Azerbaigian | Bielorussia Bosnia ed Erzegovina | Svezia Regno Unito | Israele Croazia | Montenegro Ungheria |

## Impianti
|                                                                          |                                                                            |
|                                                                          |                                                                            |
| Abdi İpekçi Arena Città: Istanbul Capienza: 12.500 Anno d'apertura: 1986 | Halkapınar Sport Hall Città: Smirne Capienza: 10.000 Anno d'apertura: 2005 |

## Squadre partecipanti
| - Bulgaria - Estonia - Finlandia - Francia - Germania - Grecia - Italia - Paesi Bassi | - Polonia - Rep. Ceca - Russia - Serbia - Slovacchia - Slovenia - Spagna - Turchia |

## Gironi
| Gruppo A                         | Gruppo B                             | Gruppo C                          | Gruppo D                         |
| -------------------------------- | ------------------------------------ | --------------------------------- | -------------------------------- |
| Francia Germania Polonia Turchia | Estonia Finlandia Paesi Bassi Russia | Grecia Slovacchia Slovenia Spagna | Bulgaria Italia Rep. Ceca Serbia |

## Fase finale

### Finali 1º e 3º posto - Smirne
|  | Semifinali | Semifinali | Semifinali |         |         | Finale 1º/2º posto | Finale 1º/2º posto | Finale 1º/2º posto |  |
|  |            |            |            |         |         |                    |                    |                    |  |
|  | Polonia    | Polonia    | 3          |         |         |                    |                    |                    |  |
|  | Polonia    | Polonia    | 3          |         |         |                    |                    |                    |  |
|  | Bulgaria   | Bulgaria   | 0          |         |         |                    |                    |                    |  |
|  | Bulgaria   | Bulgaria   | 0          |         | Polonia | Polonia            | 3                  |                    |  |
|  |            |            |            |         | Polonia | Polonia            | 3                  |                    |  |
|  |            |            | Francia    | Francia | 1       |                    |                    |                    |  |
|  | Russia     | Russia     | Francia    | Francia | 1       | 2                  |                    |                    |  |
|  | Russia     | Russia     |            |         |         | 2                  |                    |                    |  |
|  | Francia    | Francia    | 3          |         |         | Finale 3º/4º posto | Finale 3º/4º posto | Finale 3º/4º posto |  |
|  | Francia    | Francia    | 3          |         |         |                    |                    |                    |  |
|  |            |            |            |         |         |                    |                    |                    |  |
|  |            |            |            |         |         | Bulgaria           | Bulgaria           | 3                  |  |
|  |            |            |            |         |         | Bulgaria           | Bulgaria           | 3                  |  |
|  |            |            |            |         |         | Russia             | Russia             | 0                  |  |

## Podio

### Campione
Formazione: 1 Piotr Nowakowski, 3 Piotr Gruszka, 4 Daniel Pliński, 5 Paweł Zagumny, 6 Bartosz Kurek, 8 Jakub Jarosz, 9 Zbigniew Bartman, 10 Marcel Gromadowski, 12 Paweł Woicki, 14 Michał Ruciak, 15 Piotr Gacek, 16 Krzysztof Ignaczak, 17 Michał Bąkiewicz, 18 'Marcin Możdżonek, CT: Daniel Castellani

### Secondo posto
Formazione: 1 Yannick Bazin, 2 Hubert Henno, 4 Antonin Rouzier, 5 Romain Vadeleux, 6 Jean-Philippe Sol, 7 Stéphane Antiga, 9 Guillaume Samica, 10 Stéphane Tolar, 11 Édouard Rowlandson, 13 Toafa Takaniko, 14 Samuel Tuia, 15 Baptiste Geiler, 17 Oliver Kieffer, 18 Jean-François Exiga, CT: Philippe Blain

### Terzo posto
Formazione: 1 G. Bratoev, 2 Cvetanov, 3 Žekov, 5 Gajdarski, 6 Kazijski, 7 Sokolov, 9 Ananiev, 10 V. Bratoev, 11 Nikolov, 12 Josifov, 13 Salparov, 15 Aleksiev, CT: Prandi

## Classifica finale
| Classifica | Squadre     | Qualificazione                                     |
| ---------- | ----------- | -------------------------------------------------- |
| Oro        | Polonia     | Grand Champions Cup 2009 - Campionato europeo 2011 |
| Argento    | Francia     | Campionato europeo 2011                            |
| Bronzo     | Bulgaria    | Campionato europeo 2011                            |
| 4          | Russia      | Campionato europeo 2011                            |
| 5          | Serbia      | Campionato europeo 2011                            |
| 6          | Germania    |                                                    |
| 7          | Paesi Bassi |                                                    |
| 8          | Grecia      |                                                    |
| 9          | Spagna      |                                                    |
| 10         | Italia      |                                                    |
| 11         | Slovacchia  |                                                    |
| 12         | Finlandia   |                                                    |
| 13         | Turchia     |                                                    |
| 14         | Estonia     |                                                    |
| 15         | Slovenia    |                                                    |
| 16         | Rep. Ceca   |                                                    |